# Alfred Grenander

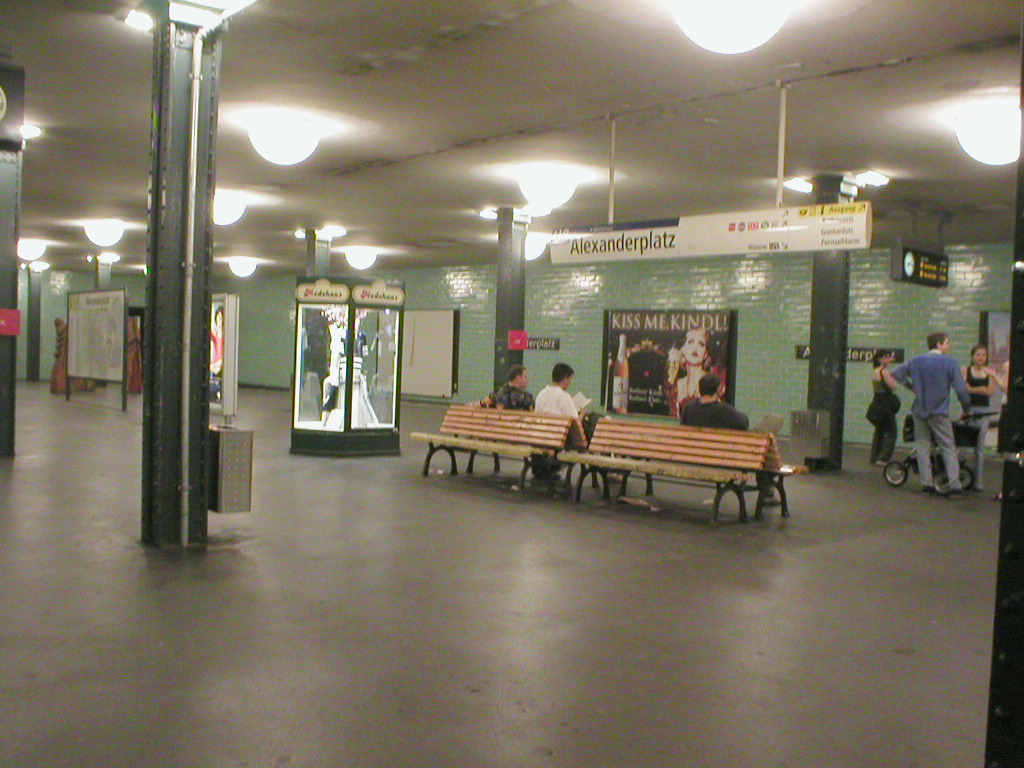
El Metro de Berlín, diseñado por Alfred Grenander.

Alfred Grenander (Skövde, Suecia, 1863 - Berlín, Alemania, 14 de marzo de 1931) fue uno de los arquitectos más prominentes durante el primer período de construcción del Metro de Berlín, durante la primera mitad del siglo XX.

## Lista de estaciones del metro de Berlín creadas por Grenanders
- Deutsche Oper, 1906
- Potsdamer Platz, 1907
- Sophie-Charlotte-Platz, 1908
- Kottbusser Tor, 1912
- Wittenbergplatz, 1912
- Märkisches Museum, 1913
- Klosterstraße, 1913
- Alexanderplatz, 1913
- Theodor-Heuss-Platz, 1929
- Krumme Lanke, 1929
- Gesundbrunnen, 1930
- Samariterstraße, 1930
- Gesundbrunnen, 1931